# Der Bote (Kurzgeschichte)
Der Bote (chinesisch 信使 / 信使, Pinyin Xìnshǐ) ist eine Science-Fiction-Kurzgeschichte des chinesischen Schriftstellers Liu Cixin, zuerst veröffentlicht im Jahr 2001. Am 12. Mai 2025 erschien die Kurzgeschichte in deutscher Übersetzung von Johannes Fiederling in der Sammlung Der Blick von den Sternen, herausgegeben vom Heyne Verlag. Eine englische Übersetzung von Andy Dudak erschien bereits in dieser Sammlung im April 2024 herausgegeben von Bloomsbury Publishing und im Mai 2024 herausgegeben von Tor Books.

## Handlung
Albert Einstein (jedoch nicht explizit benannt) spielt jeden Abend seine Violine, besorgt durch den Missbrauch seiner großen Entdeckungen für die Atombombe. An seinem Haus in Princeton hört eine unbekannte Person jeden Abend jedes seiner Konzerte, sogar im Regen. Albert Einstein bietet der unbekannten Person an, nach drinnen zu kommen, welche dann enthüllt, aus der Zukunft zu kommen, um seine Sorgen über die Zerstörung der Menschheit zu beruhigen und über die erfolgreiche Entwicklung der Großen vereinheitlichen Theorie zu sprechen. Nach einem kurzen Gespräch geht der Zeitreisende wieder um andere Schlüsselfiguren der Geschichte zu besuchen, wobei enthüllt wird, dass die Zeitpunkte der Besuche immer kurz vor deren Tod gewählt sind, um die Zeitlinie nicht zu sehr zu beeinflussen.

## Kritik
Paul Di Filippo schreibt im Locus Magazine, dass die Kurzgeschichte einen Kessel-artigen Geschmack hat („has a Kessel-like flavor“).
Publishers Weekly schreibt in einer Rezension der ganzen Sammlung Der Blick von den Sternen, dass dessen Kurzgeschichten mehr zu den bodenständigeren von Liu Cixin gehören, aber sich trotzdem trauen, große Fragen über den Sinn des Universums zu stellen („may be more down-to-earth, but they’re unafraid to ask big questions, including 'What is the purpose of the universe?'“)
Eamonn Murphy schreibt auf SF Crowsnest, dass die Kurzgeschichte still und hoffend sei sowie nur gewünscht werden kann, dass diese wahr sei („is a quiet, hopeful story, and you wish it were true“).